# كلارك إم. بيري
كلارك إم. بيري هو شخصية أعمال وسياسي أمريكي، ولد في 27 يوليو 1872، وتوفي في 30 يناير 1936. نشط حزبياً في الحزب الجمهوري. وقد انتخب عضو جمعية ولاية ويسكونسن ‏.